# Гней Октавій (консул 76 року до н. е.)
Гней Октавій (д/н — після 76 р. до н. е.) — політичний діяч Римської республіки, консул 76 року до н. е.

## Життєпис
Походив з заможної плебейської гілки роду Октавіїв. Син Марка Октавія, народного трибуна.
У 79 році до н. е. його обрано міським претором. Під час своєї каденції зробив постанову, згідно з якою претор, який видав неординарне рішення із судочинства, міг притягуватися до відповідальності на основі своїх же постанов. У 76 році до н. е. його обрано консулом разом з Гаєм Скрибонієм Куріоном. На цій посаді робив все для відновлення системи державних установ, які діяли до диктатури Луція Корнелія Сулли. Водночас намагався зберегти владу сенату.

## Родина
- Марк Октавій, еділ 50 року до н. е.
- Гней Октавій, легат